# Cicadellidae
Cicadellidae, porodica kukaca iz reda Hemiptera (Polukrilci) koja čini jednu od dviju porodice u nadporodici Membracoidea, a podijeljene na preko 2000 rodova i blizu 19 000 vrsta. Prvi ju je opisao Latreille, 1802.
Na uzgajanim biljkama cikade mogu prouzročiti različite bolesti. Jedna njezina vrsta, Homalodisca vitripennis, vodi se kao invazivna.

## Potporodice
- Agalliinae
- Aphrodinae
- Arrugadiinae Linnavuori, 1965
- Bathysmatophorinae Anufriev, 1978
- Cicadellinae
- Coelidiinae
- Deltocephalinae
- Dorycephalinae
- Eupelicinae
- Eurymelinae Amyot & Serville, 1843
- Evacanthinae Metcalf, 1939
- Gyponinae
- Hecalinae
- Hylicinae Distant, 1908
- Iassinae
- Idiocerinae
- Ledrinae
- Macropsinae
- Megophthalminae
- Mileewaninae Evans, 1947
- Neobalinae Linnavuori, 1959
- Neocoelidiinae Oman, 1943
- Neopsinae Linnavuori, 1978
- Nioniinae Oman, 1943
- Nirvaninae Baker, 1923
- Penthimiinae
- Portaninae Linnavuori, 1959
- Signoretiinae Baker, 1915
- Stegelytrinae
- Tartessinae Distant, 1908
- Typhlocybinae
- Ulopinae Le Peletier & Serville, 1825
- Xestocephalinae

### Rodovi izvan potporodica
- Apheliona Kirkaldy, 1907
- Hishimonus
- Metapocirtus O.G. Costa, 1834